# Real to Real Cacophony
Real to Real Cacophony è il secondo album del gruppo musicale britannico Simple Minds, pubblicato il 1 novembre 1979.

## Tracce
Testi di Kerr, musiche dei Simple Minds.
1. Real to Real – 2:47
2. Naked Eye – 2:21
3. Citizen (Dance of Youth) – 2:53
4. Carnival (Shelter in a Suitcase) – 2:49
5. Factory – 4:13
6. Cacophony – 1:40 strumentale
7. Veldt – 3:20 strumentale
8. Premonition – 5:29
9. Changeling – 4:11
10. Film Theme – 2:27 strumentale
11. Calling Your Name – 5:05
12. Scar – 3:31

## Formazione
- Jim Kerr - voce
- Charlie Burchill - chitarra, violino, sassofono
- Derek Forbes - basso
- Brian McGee - batteria, percussioni
- Michael MacNeil - tastiere